# 顧可久
顧可久（1485年—1561年），字與新，號前山，又號洞陽，直隸无锡人，明朝政治人物，正德甲戌進士，嘉靖時官至廣東副使。

## 生平
正德八年（1513年）癸酉科應天府鄉試舉人，九年（1514年）聯登甲戌科進士，明武宗南巡之爭中上疏反對被逮捕下獄，與張岳為友。嘉靖初年（1522年）起用為戶部員外郎，參與左順門哭諫。升郎中，嘉靖五年（1526年）出為福建泉州府知府，为官廉洁清正。官至廣東按察使司副使。與楊淮、張選、黃正色等人並稱“錫谷四諫”。

## 家族
出身無錫顧氏。祖顧信，父顧榮章，母李氏。堂兄顧可學為禮部尚書。五世孫顧宸著有《辟疆園杜詩註解》; 顧宸長子顧彩為戲曲家,孔尚任友人。